# Aldgate (métro de Londres)
Pour les articles homonymes, voir Aldgate.
Aldgate ([ˈɒ(l)dgejt]) est une station de la Circle line et un terminus de la Metropolitan line du métro de Londres, en zone 1. Elle est située quartier Portsoken (en), dans la Cité de Londres.

## Histoire
La station est mise en service le 18 novembre 1876, et l'extension au sud vers Tower Hill ouvrant le 25 septembre 1882 complétant ainsi la ligne circulaire.
Elle est construite sur un cimetière de pestiférés.

## À proximité
- Portsoken (en)